# Anticlea volcanica
Anticlea volcanica är en nysrotsväxtart som först beskrevs av George Bentham, och fick sitt nu gällande namn av John Gilbert Baker. Anticlea volcanica ingår i släktet Anticlea och familjen nysrotsväxter. Inga underarter finns listade.